# 주세페 페루케티
주세페 페루케티(이탈리아어: dʒuˈzɛppe peruˈketti; 1907년 10월 30일, 롬바르디아 주 가르도네 발 트롬피아 ~ 1995년 5월 21일, 롬바르디아 주 가르도네 발 트롬피아)는 이탈리아의 프로 축구 선수이자 감독으로, 현역 시절 골키퍼로 활약했다.

## 수상
인테르나치오날레
- 세리에 A: 1937–38, 1939–40.
- 코파 이탈리아: 1938–39.

유벤투스
- 코파 이탈리아: 1941–42